# Mistrzostwa Włoch w piłce nożnej (1902)
Mistrzostwa Włoch w piłce nożnej 1902 (wł. Campionato Italiano di Football) – były 5 edycją najwyższej klasy mistrzostw Włoch w piłce nożnej organizowanych przez FIF, które odbyły się od 2 marca 1902 do 13 kwietnia 1902. Mistrzem został Genoa CFC, zdobywając swój czwarty tytuł.

## Organizacja
Liczba uczestników została powiększona z 4 do 8 drużyn.

## Kluby startujące w sezonie
| Klub                 | Miasto   | Region    |
| -------------------- | -------- | --------- |
| SG Andrea Doria      | Genua    | Liguria   |
| SC Audace Torino     | Turyn    | Piemont   |
| Genoa CFC            | Genua    | Liguria   |
| RS Ginnastica Torino | Turyn    | Piemont   |
| Juventus             | Turyn    | Piemont   |
| SEF Mediolanum       | Mediolan | Lombardia |
| Milan CFC            | Mediolan | Lombardia |
| FBC Torinese         | Turyn    | Piemont   |

## Eliminacje

### Grupa 1 (Piemont)

#### Tabela
| P  | Klub              | M | Z | R | P | GZ | GS | +/- | Pkt | Uwagi  |
| -- | ----------------- | - | - | - | - | -- | -- | --- | --- | ------ |
| 1. | FBC Torinese      | 3 | 2 | 1 | 0 | 5  | 1  | +4  | 5   | Baraże |
| 1. | Juventus F.C.     | 3 | 2 | 1 | 0 | 9  | 1  | +8  | 5   | Baraże |
| 3. | Audace Torino     | 3 | 1 | 0 | 2 | 5  | 10 | -5  | 2   |        |
| 4. | Ginnastica Torino | 3 | 0 | 0 | 3 | 2  | 9  | -7  | 0   |        |

#### Wyniki
2 marca
FBC Torinese - Juventus F.C. 1:1
Audace Torino - Ginnastica Torino 5:2
9 marca
Juventus F.C. - Audace Torino 6:0
FBC Torinese - Ginnastica Torino 1:0 (walkower)
16 marca
FBC Torinese - Audace Torino 2:0
Juventus F.C. - Ginnastica Torino 1:0 (walkower)

#### Baraż
23 marca
FBC Torinese - Juventus F.C. 4:1
Awans: FBC Torinese

### Grupa 2 (Liguria i Lombardia)
9 marca
Genoa CFC - SG Andrea Doria 3:1
16 marca
Genoa CFC - SEF Mediolanum 2:0
Awans: Genoa CFC

## Półfinał
6 kwietnia
FBC Torinese - Genoa CFC 3:4 (dogr.)

## Finał
13 kwietnia
Genoa CFC - AC Milan 2:0
Genoa CFC została mistrzem Włoch. Ostatni mecz rozegrała w składzie: Spensley, Rossi P., Ghigliotti, Pasteur I, Senft, Passadoro, Agar, Salvadč, Dapples, Cartier, Pasteur II.